# Vinblasztin

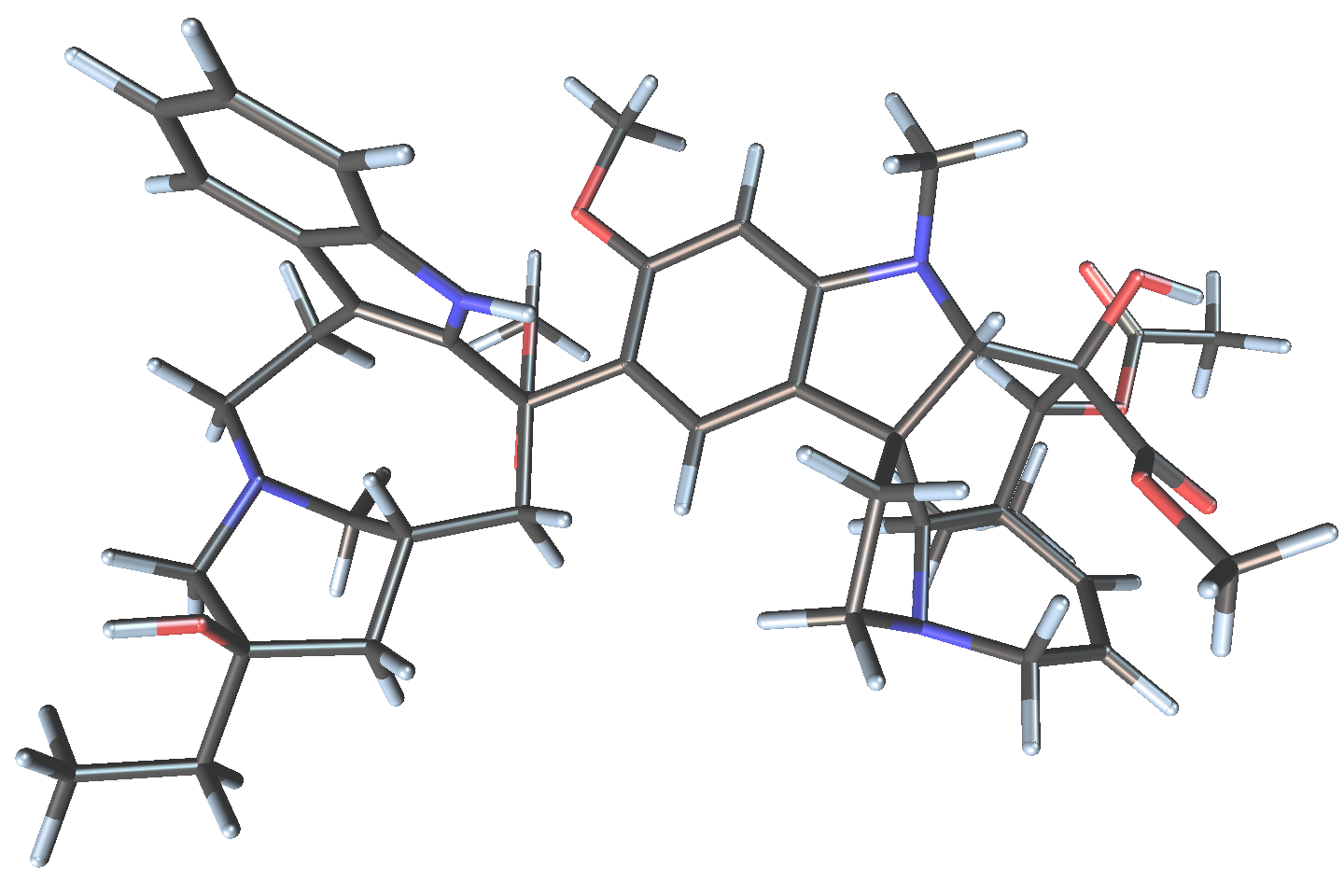
A vinblastin pálcikamodellje

A vinblastin a rózsás meténg (Catharanthus roseus, Apocynaceae család) alkaloidja. A növény számos alkaloid vegyületet tartalmaz, ezek közül gyógyászati szempontból legjelentősebbek a vinblaszin és a vinkrisztin.

## Készítmények
- Vinblastin (Richter Gedeon Nyrt.)

## Hatása
Antineoplasztikus hatású, citosztatikum, tumorellenes szer. A sejtciklus metafázisában gátolja a sejtosztódást. Ezt a mikrotubulusokhoz kötődve a mitotikus orsó kialakulását gátolva éri el. Tumorsejtekben gátolja a DNS-javító mechanizmust, és a DNS-dependens RNS-polimeráz gátlása révén a RNS-szintézist.

## Felhasználási terület
A vinblastint krónikus limfoid leukémiánál, Hodgkin és non-Hodgkin lymphomáknál, heredaganatok esetén alkalmazzák. Interferon alfa kezelés kiegészítéseként a harmadik hónaptól alkalmazható világossejtes vesekarcinóma kezelésében is.